# St Margaret's Church (Westminster)
St Margaret's Church is een anglicaans gotisch kerkgebouw in het Londense stadsdeel Westminster. Het is de parochiekerk van het Britse Lagerhuis. De kerk staat aan het Parliament Square naast de Westminster Abbey en tegenover het Westminster Palace, ook wel bekend als de Houses of Parliament. Samen met deze twee gebouwen behoort de kerk sinds 1987 tot het werelderfgoed van UNESCO.

## Geschiedenis
De kerk werd waarschijnlijk gesticht aan het einde van de elfde eeuw als parochiekerk, om zo te voorkomen dat de inwoners van Westminster de diensten in Westminster Abbey zouden verstoren. Het schip van dit romaanse gebouw werd in het midden van de veertiende eeuw vervangen door een in perpendicularstijl. Tussen 1486 en 1523 werd St Margaret's volledig herbouwd in deze stijl. In de zeventiende eeuw kozen de puriteinen haar als de officiële kerk van het Lagerhuis. De imposante Westminster Abbey voldeed namelijk niet aan de eisen van soberheid die zij aan een kerk stelden. Sindsdien vervult St Margaret's deze functie.
Tussen 1734 en 1738 werd de toren vernieuwd door John James. Tegelijkertijd werd het hele gebouw bekleed met Portlandsteen. De portalen werden in de negentiende eeuw toegevoegd door John Loughborough Pearson. Het interieur kreeg in 1877 zijn huidige uiterlijk bij een renovatie door George Gilbert Scott.

## Het gebouw
St Margaret's Church heeft aan alle vier de zijden een blauwe zonnewijzer, dus ook – wat vrij uitzonderlijk is – aan de noordzijde. Het oostelijke venster bevat Vlaams gebrandschilderd glas uit 1509, ter herinnering aan de verloving van Arthur Tudor, de oudere broer van Hendrik VIII met Catharina van Aragon. Andere vensters zijn geplaatst ter herinnering aan William Caxton, de eerste boekdrukker in Engeland, Walter Raleigh – die in 1618 in de kerk begraven werd – en de dichter John Milton, die tot de parochie behoorde.
De kerk is door verschillende beroemde personen gebruikt als trouwkerk. Onder anderen Samuel Pepys en Winston Churchill huwden hier met hun echtgenotes.

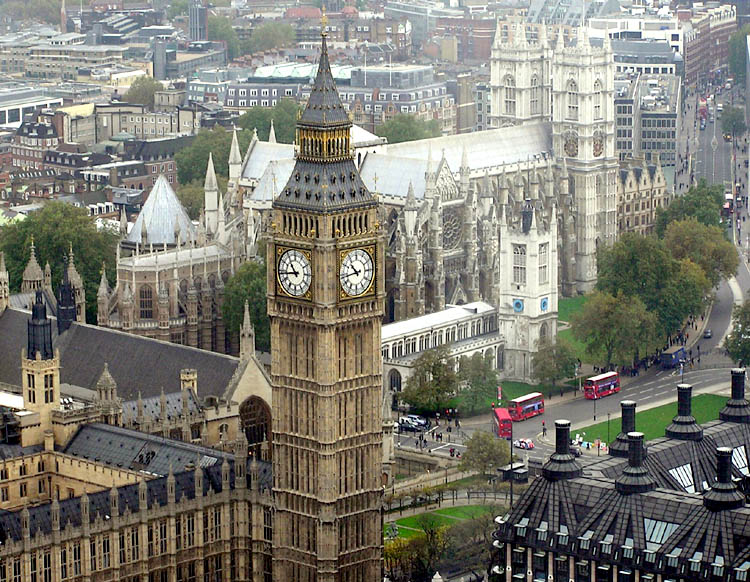
St. Margaret's Church, tussen Westminster Palace en Westminster Abbey
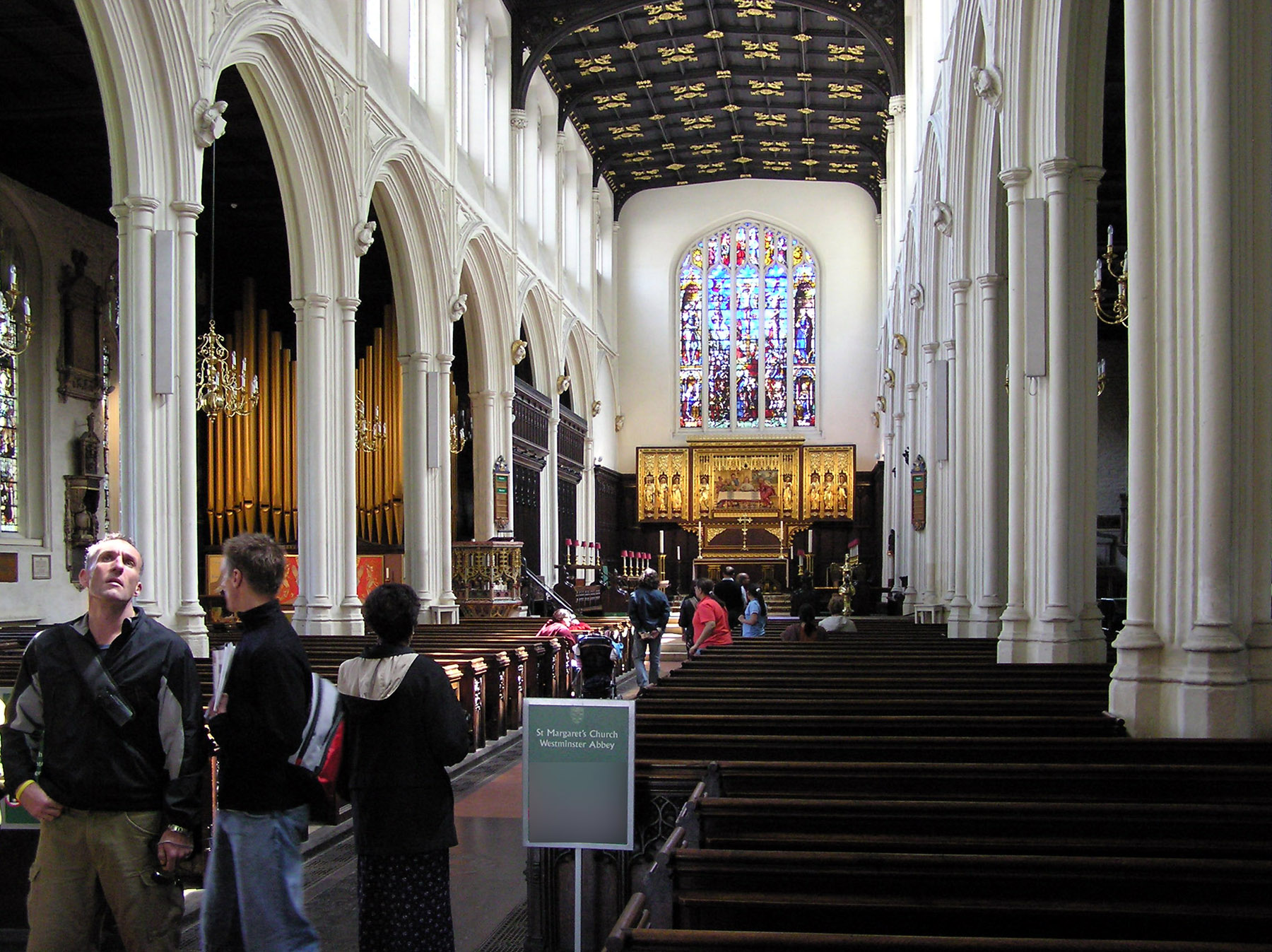
Interieur